# Charles Jordan

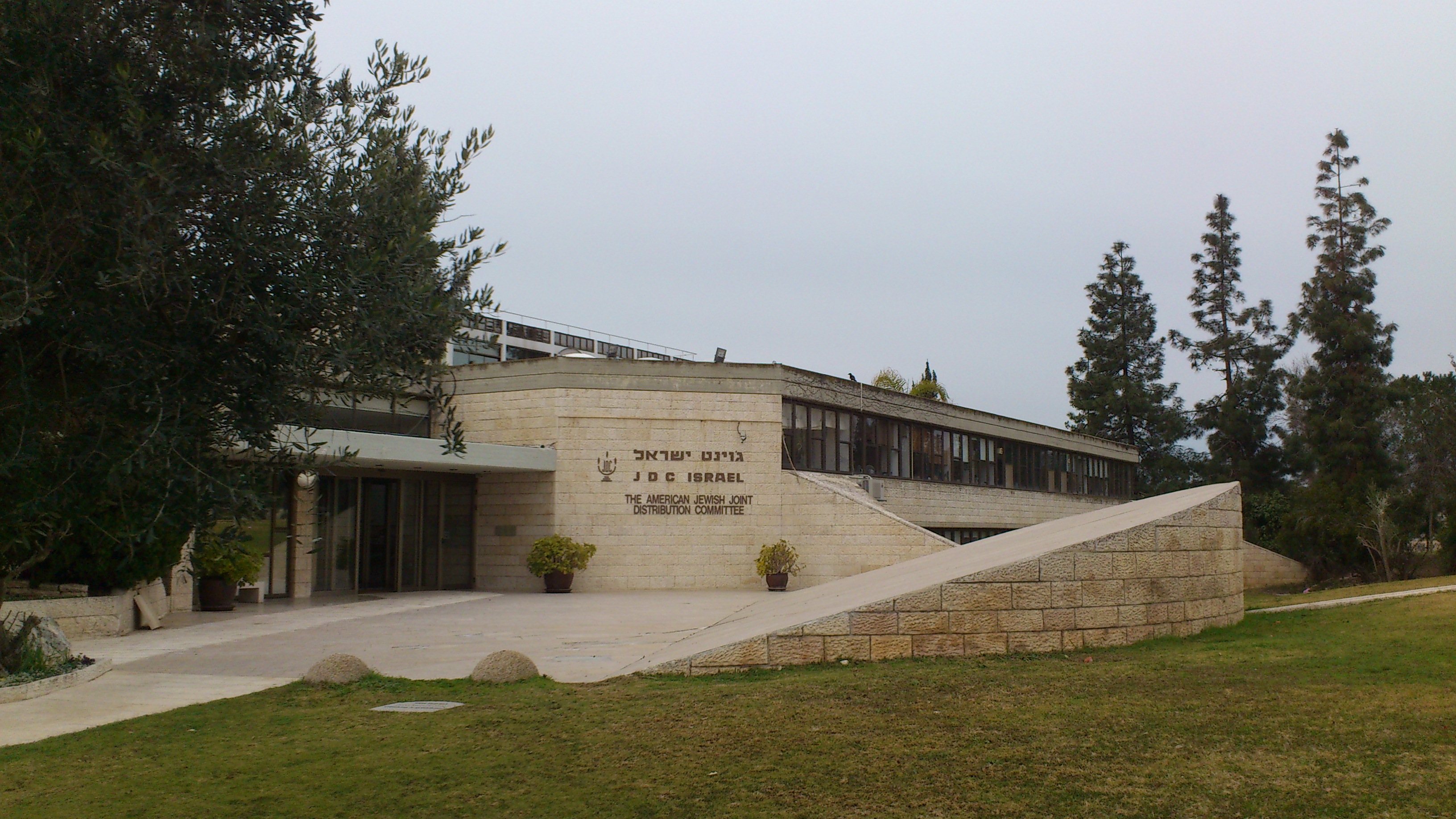
Budova Amerického židovského spojeného distribučního výboru

Logo Organizace spojených národů

Charles Jordan (7. února 1908, Filadelfie – 16. srpna 1967, Praha) byl americký aktivista, diplomat a humanitární pracovník. Ředitel Amerického výboru pro pomoc židovským uprchlíkům (American Jewish Joint Distribution Committee) (JDC) a expert OSN pro řešení problematiky uprchlíků.

## Stručný kariérní postup
Charles Jordan zahájil svoji kariéru u JDC v roce 1941 na funkci ředitele JDC pro oblast Karibiku, kde pomáhal židovským uprchlíkům na Kubě, kteří prchali z nacistického Německa. V roce 1945 se stal ředitelem JDC sekce aktivit na Dálném východě a o tři roky později (v roce 1948) se stal vedoucím emigračního oddělení JDC v Paříži. Generálním ředitelem pro zámořské operace se stal roku 1955 a o deset let později (1965) byl jmenován výkonným místopředsedou JDC. Za nevyjasněných okolností byl pravděpodobně zavražděn v Praze dne 16. srpna 1967.

## Život

### Rodinný původ a život v Evropě před 2. sv. válkou
Charles Jordan se narodil dne 7. února 1908 ve Filadelfii (jeho matkou byla Hertha Jordan, jeho otcem byl R. Alfred Jordan), ale dětství prožil se svojí matkou v Berlíně, kam se s ní a její sestrou (po rozpadu jejího manželství) přestěhoval a kde absolvoval i svá středoškolská studia (maturoval na gymnáziu). V Berlíně také zahájil univerzitní studium. Na konci 20. let 20. století byl zaměstnán na funkci zástupce firmy „Ohrenstein und Koppel“ v Československu. Na dovolené v krkonošském městečku Krummhübel (dnes se jedná o polské lázeňské městečko Karpacz) se seznámil s dcerou majitele penzionu (slečnou Elizabeth Nemela) a v roce 1931 se s ní oženil. Rodina opustila Německo v roce 1933 poté, co byla napadena protižidovskými nacistickými ozbrojenci. V červenci 1933 se Jordanovi přestěhovali do Dlouhé ulice v Praze a Charles Jordan se pak dlouze snažil získat americký pas. Po rok trvajícím statusu uprchlíka dostala i jeho manželka americké vízum. Nakonec se jim oběma podařilo do USA vycestovat a humanitární činnost s uprchlíky se až do konce Jordanova života stala jeho hlavní náplní.

### Ve službách JDC za druhé světové války
Na kolumbijské univerzitě (Columbia University) vystudoval Charles Jordan obor sociální práce a získal postgraduální titul. Pracoval pro Židovskou rodinnou sociální společnost ve Filadelfii (Jewish Family Welfare Society of Philadelphia), pro Výbor pro pomoc oblasti Filadelfie (Philadelphia County Relief Board), pro Židovskou asociaci sociálních služeb v New Yorku (Jewish Social Service Association in New York City), pro Národní výbor pro znovuusídlování zahraničních lékařů (National Committee for the Resettlement of Foreign Physicians) a pro Národní uprchlickou službu (National Refugee Service).
V roce 1941 se stal zaměstnancem JDC (American Jewish Joint Distribution Committee). Tato humanitární organizace byla financována z darů amerických Židů a zajišťovala pomoc Židům po celém světě. Charles Jordan od roku 1941 řídil v JDC z kubánské Havany pomoc uprchlíkům před nacismem a to především těm, kteří připlouvali do Karibiku (karibské oblasti) po útěku z hitlerovského Německa. Jordan udržoval společenské styky s místními politickými hodnostáři a mnozí od něj obdrželi i štědré dary. Američtí vojenští zpravodajci (z řad OSS, která byla předchůdkyní CIA) jej v té době podezírali ze spolupráce s nacisty, a to zejména proto, že: „Je známo, že protislužbou za povolení k výjezdu Židů do USA, na Kubu a do Jižní Ameriky nacisté požadují, aby tam prováděli špionážní činnost a pomáhali nacistickým agentům.“
V roce 1943 se Charles Jordan stal příslušníkem námořnictva Spojených států (United States Navy) a sloužil zde až do konce druhé světové války v roce 1945. V roce 1945 se Charles Jordan vrátil do JDC jako ředitel aktivit na Dálném východě. Ze svého sídla v Šanghaji dohlížel na programy, v rámci kterých organizace JDC poskytovala pomoc, rehabilitaci a asistenci při vyřizování přistěhovalectví především pro 15 tisíc evropských uprchlíků.

### Po druhé světové válce
Po druhé světové válce zastával Charles Jordan v letech 1948 až 1951 funkci ředitele emigračního oddělení JDC v Paříži. V té době vyjednával i v Československu o tranzitu uprchlíků z jiných zemí, později řídil vykoupení uvězněných židovských aktivistů. Ve spolupráci s vládními a mezinárodními agenturami se JDC podařilo zajistit emigraci desítek tisíců přeživších do spřátelených zemí v Evropě a do zámoří. Na konci roku 1950 se přestěhoval do Maďarska, kde byla tehdy soustředěna největší zbývající židovská komunita ve střední Evropě. Osobně se zde angažoval v tom, aby nebyly uzavřeny vývařovny ani židovské nemocnice a dále pracoval na zajištění dalších možností emigrace. Během procesu vyjednávání s maďarským ministerstvem vnitra o výši plateb, byla většina Jordanových spolupracovníků v Maďarsku pozatýkána (později nařčena a obviněna ze sionistického spiknutí), jemu samotnému se sice včas podařilo odletět do Paříže, ale od té doby byl v Maďarsku osobou nežádoucí. Americká FBI si Jordánových styků s maďarskými komunisty rovněž všimla a tak se jeho osoba stala pro obě strany studené války bezpečnostním rizikem. V roce 1951 byl Charles Jordan jmenován pomocným generálním ředitelem JDC.

### 50. a 60. léta 20. století
V polovině 50. let 20. století prosadil Charles Jordan vytvoření neutrální organizace, jejímž prostřednictvím mohlo JDC dodávat humanitární pomoc do socialistických států legálně, aniž by to příliš vadilo jejich komunistickým vůdcům. Touto organizací byla pod francouzským názvem fungující Societé de Secours et d´Entreaide, která sídlila ve švýcarské Ženevě a jenž disponovala platbami ve valutách. Valuty byly směňovány v nepříznivém oficiálním kurzu (turista dostal tehdy za dolar až 28 korun, ale zmiňovaná švýcarská organizace jen asi 14 korun), ale socialistické země si tehdy rády nechávaly proplácet finance za poskytovanou doplňkovou individuální sociální pomoc osamělým židovským důchodcům. Jako zdroj „levných valut“ byl Charles Jordan poměrně dobře oficiálnímu vedení v těchto zemích znám.
Když se Charles Jordan stal „ředitelem operací JDC v zámoří“ (rok 1955), začal rozšiřovat svoji pomoc i směrem k židovským komunitám nalézajícím se v arabském světě a také se začal stále více angažoval v OSN. V pozici vysoce postaveného židovského funkcionáře cestoval osobně do arabských zemí, kde vedl svým způsobem utajená jednání o situaci tamních Židů. Tímto způsobem navštěvoval Egypt, Libanon, Sýrii a dlouhá léta pomáhal i malé komunitě Samaritánů v Náblusu. Za tyto jeho aktivity mu sovětská tajná služba KGB přidělila označení „budovatel systému tajné komunikace se Židy v arabských zemích“. Charles Jordan se ve své práci pro OSN zabýval (krom židovských uprchlíků) i barmskými, tibetskými, vietnamskými – a v neposlední řadě i palestinskými uprchlíky.

#### Aktivity i mimo JDC
Charles Jordan kladl velký důraz na spolupráci mezi agenturami a zapojil se do mnoha oblastí mezinárodního sociálního zabezpečení. V roce 1965 byl jmenován výkonným místopředsedou JDC. Byl výkonným tajemníkem Mezinárodní rady židovských sociálních služeb (1969) (International Council of Jewish Social and Welfare Services), předsedou správní rady Mezinárodní rady dobrovolných agentur (1962) (Governing Board of the International Council of Voluntary Agencies) a předsedou americké rady dobrovolných agentur pro zahraniční službu (American Council of the Voluntary Agencies for Foreign Service). Byl charterovým členem Národní asociace sociálních pracovníků (National Association of Social Workers), založil evropskou kapitolu Asociace (European chapter of the Association) a působil v Radě guvernérů školy sociální práce Paula Baerwalda na hebrejské univerzitě (Board of Governors of the Paul Baerwald School of Social Work of the Hebrew University). Charles Jordan byl spolupředsedou Mezinárodního výboru pro světový rok uprchlíků (1960) (International Committee for World Refugee Year) a působil ve dvou funkčních obdobích jako předseda Stálé konference dobrovolných agentur pracujících pro uprchlíky (Standing Conference of Voluntary Agencies Working for Refugees). Ve druhém období výkonu této funkci úzce spolupracoval s Vysokým komisařem OSN pro uprchlíky.

#### Ocenění
Za svoji dlouhodobou práci ve prospěch uprchlíků byl Charles Jordan (označovaný neoficiálně v newyorském deníku The New York Times jako „Otec uprchlíků“) oceňován nejen neziskovými organizacemi a charitativními skupinami, ale i vládami různých zemí. V roce 1959 mu francouzská vláda udělila titul Rytíř čestné legie („Chevalier Legion d´Honneur“) (Chevalier of the Legion of Honor). V roce 1963 byl oceněn i norskou radou uprchlíků (Norwegian Refugee Council) a v následujícím roce (1964) obdržel prsten Nansen od Mezinárodního suverénního výboru (Nansen Ring from the International Sovereign Committee).

### Rok 1967
Na jaře roku 1967 se JDC zapojila (Jordanovým přičiněním) do pomoci židovské komunitě v komunisty ovládaném Rumunsku. Během své návštěvy Bukurešti v dubnu 1967 podepsal Charles Jordan se souhlasem rumunské vlády dohodu s Federací židovských společenství Rumunska. Tato dohoda stanovila rozsáhlý a trvalý program pomoci rumunským Židům, včetně košer jídelen (polévkových kuchyní), které byly otevřeny v židovských centrech po celém Rumunsku. Dohoda také zahrnovala volnou distribuci rituálních předmětů do Rumunska a dodávek košer potravin pro svátek Pesach.
V červnu roku 1967 byl Charles Jordan jmenován belgickým králem Baudouinem důstojníkem řádu Leopolda II (Officer of the Order of Leopold II) a to za humanitární služby poskytované belgické židovské komunitě.
Charles Jordán byl častým návštěvníkem Izraele, kde žilo mnoho těch, kteří přežili díky jeho humanitárním aktivitám. Po šestidenní válce v červnu 1967 (Izrael dobyl území s více než milionem palestinských uprchlíků) vydal na začátku července 1967 Charles Jordan k problému oficiální tiskovou zprávu. V této zprávě požadoval řešení budoucnosti palestinských uprchlíků pod mandátem vysokého komisaře pro uprchlíky a ukončení jejich zvláštního statusu, bránícího zrušení uprchlických táborů. Ačkoliv tuto zprávu podpořil tehdejší vysoký komisař Sadruddin Aga Khan, vyvolala Jordanova tisková zpráva nesouhlas jak z arabské tak i z židovské strany. Jordanův plán byl založen na podpoře malého a středního podnikání bývalých uprchlíků. Tato podpora měla trvat několik desítek let dokud by si uprchlíci nezajistili svoji ekonomickou soběstačnost. Detaily a financování tohoto plánu se měly projednat v sídle OSN v New Yorku na konci srpna roku 1967, ale tohoto zasedání se již Charles Jordan nedožil.

### Praha (14. srpen 1967 až 16. srpen 1967)
Jako důsledek šestidenní války vypověděly země sovětského bloku (s výjimkou Rumunska) diplomatické styky s Izraelem. V arabských zemích vypukly pogromy proti Židům včetně vypalování synagog. Charles Jordan cestoval horečně mezi Izraelem, New Yorkem a Ženevou, ale v srpnu 1967 společně s manželkou odjel nejprve do Bukurešti a odtud dne 14. srpna 1967 na krátkou dovolenou do Prahy, kde se ubytovali jako turisté v hotelu Esplanade ve Washingtonově ulici. Bylo to v době těsně před jeho návštěvou Izraele, kam měl doručit závěrečný projev na konferenci Židovských komunálních služeb (Jewish Communal Services).
Během svého pražského pobytu navštívil Charles Jordan dvakrát americkou ambasádu a židovskou obec. Paní Jordanová ohlásila jeho zmizení 17. srpna 1967 ráno poté, co večer kolem 22. hodiny dne 16. srpna 1967 odešel z hotelu (údajně „aby si koupil noviny nebo cigarety“), aniž byl kýmkoliv při odchodu z budovy viděn.

## Nález těla, vyšetřování, dohady a teorie, ...

### Praha (20. srpen 1967)
Jeho tělo bylo nalezeno ve Vltavě o tři dny později (po poledni 20. srpna 1967) zachyceno na jezu mezi Střeleckým ostrovem a Karlovým mostem. K prvotnímu ohledání zemřelého Charlese Jordana byla přivolána lékařka Záchranné služby hlavního města Prahy MUDr. Miroslava Bakosová, která na místě konstatovala, že s největší pravděpodobností nastala smrt utopením, a to maximálně před jedním týdnem. Zevním ohledáním nebyly na mrtvole zjištěny žádné stopy násilí. Přesto byla vyšetřovatelem nařízena soudní pitva. Charles Jordan neměl dioptrické brýle, které běžně stále nosil a nebyl okraden (měl u sebe odpovídající množství československé měny v několika bankovkách a drobných mincí, jakož i hodinky značky Rolex).

### Pitvy
Mrtvé tělo Charlese Jordana bylo převezeno do Ústavu pro soudní lékařství Univerzity Karlovy v Praze 2, Studničkově ulici číslo 2. Soudní pitvu prováděla (dne 21. srpna 1967) MUDr. Polášková spolu s MUDr. Sobotkou a skončila shodným konstatováním, že na těle nebyly nalezeny žádné známky viditelného násilí. Dále bylo konstatováno, že příčinou smrti Charlese Jordana bylo udušení z utonutí s tím, že od smrti neuplynulo více než pět dnů. Při pitvě byl zjištěn také krevní výron v mělkých pokrývkách lebních v čelní krajině vlevo. Byl však poměrně malého rozsahu a lze jej vysvětlit například nárazem na kámen při pádu do vody. V močovém měchýři bylo nalezeno asi 300 mililitrů moči. V žaludku zemřelého byly nalezeny zbytky rajských jablíček a ovoce, pravděpodobně meruněk, které se tráví asi tři hodiny. Z toho lze usuzovat, že smrt nastala za dobu kratší než uvedený čas po jídle, což ukazuje na datum úmrtí ještě 16. srpna 1967, krátce po odchodu z hotelu Esplanade. Američané trvali na podmínce opakované pitvy, ale jimi povolaný expert ze Švýcarska jen potvrdil nálezy obou českých patologů (prosektorů) a také vyloučil cizí zavinění.

### Vyšetřování smrti
Pražská kriminální policie (na vyšetřování případu byli nasazeni kriminalisté Zahrádka, Opravil a Suvorov) měla hned zpočátku obtížnou vyšetřovací pozici. Američané (a to včetně důležitých svědků) považovali československé kriminalisty za komunistické vyzvědače a tajili důležitá fakta. Příslušníci StB detektivům z principu nevěřili a vyslýchali hlavně představitele židovské obce. Na Univerzitu 17. listopadu sice dorazil anonymní dopis, že arabská organizace studentů spáchala na Charlese Jordana atentát, ale tento dopis se „ztratil“. Jak vyšlo později najevo, krátce před opuštěním hotelu Esplanade měl Charles Jordan telefonický hovor.

### Verze toho, co se stalo

#### Nešťastná náhoda
Jednou z variant smrti Charlese Jordana mohla být skutečně i nešťastná náhoda. Vzhledem k množství nalezené moči v močovém měchýři Charlese Jordana mohl tento pán (na prahu 60. roku věku) pocítit při své cestě přes Václavské náměstí k Národnímu divadlu nutkání k močení, ale veřejné toalety v těchto místech tehdy žádné nebyly. Na nábřeží si mohl všimnout Střeleckého ostrova, jenž svým charakterem mohl skýtat vhodné zákoutí pro vyprázdnění. Po tehdejším mostě 1. máje přešel na ostrov, ale tam sklouzl po břehu, spadl do vody, omráčil se úderem o kámen a utonul v řece. Podle proudů a doby, která uplynula od smrti k nalezení těla, se to mohlo stát na pravém břehu Střeleckého ostrova u přilehlého mostního oblouku. V pravděpodobných místech pádu do řeky zevrubně policie ve spolupráci s potápěči hledala marně Jordanovy dioptrické brýle.

#### Záměna cílových osob
V knize Izraelské tajné služby uvádějí její autoři americký novinář a spisovatel Dan Raviv (* 1954) a izraelský novinář, historik, spisovatel a publicista Yossi Melman (* 1950) další možnou verzi Jordanovy smrti. Jordan přicestoval do Prahy přes Rumunsko, socialističtí agenti jej v Praze omylem zaměnili za postaršího Izraelce jménem Ješajahu (Šajke) Trachtenberg-Dan, kterého měly již dlouho (pro jeho činnost) na mušce východoevropské špionážní služby.

#### Verze Josefa Frolíka
Jednu z možných verzí smrti Charlese Jordana předestřel bývalý špión Josef Frolík ve své knize Špión vypovídá (vyšla v roce 1981 v Kolíně nad Rýnem, v Československu pak o devět let později (1990) v nákladu 149 tisíc výtisků) a český spisovatel Alexej Pludek v exilovém čtvrtletníku pro politiku a kulturu Svědectví.
Podle Frolíkovy verze se z hotelu Esplanade Charles Jordan vydal pěšky Washingtonovou ulicí směrem k Václavskému náměstí, ale byl záhy přepaden čtveřicí mužů, kteří Jordana obstoupili a přinutili nasednout do předem připraveného auta, jež mělo patřit diplomatovi z egyptského velvyslanectví. Charles Jordan byl totiž i coby turista na krátkém odpočinku v Praze sledován Stb (snahou bylo zjistit skutečný záměr Jordanovy cesty do Prahy), která dostala hlášení od KGB, že Jordan byl v hledáčku arabského komanda již v Bukurešti, ale Rumuni neumožnili Arabům jeho zabití. Dle Josefa Frolíka Jordanův únos sledovalo několik ozbrojených československých zpravodajců, ale jejich případná intervence by mohla ohrozit československo–arabské přátelství (a z něj plynoucí masivní československé zbrojní dodávky na Střední východ). Stb měla probíhající dění kolem Jordana pouze dle svých možností monitorovat a zaznamenat, ale nevměšovat se do nich. Odposlech egyptského vyslanectví údajně potvrdil, že Charles Jordan byl podroben mnohahodinovému výslechu a v jeho důsledku nejspíše zemřel. Infrakamery měly zachytit, že před svítáním bylo Jordanovo bezvládné tělo vyneseno z ambasády a jak s ním diplomatický vůz vzápětí odjel proti toku Vltavy.

### Motiv pro odstranění Charlese Jordana
Na smrti Charlese Jordana mohla mít zájem tajná služba tehdejší Sjednocené arabské republiky (SAR), kterou tvořili Egypťané spolu se Syřany. Arabským zájmem bylo neřešit situaci kolem palestinských uprchlíků. Pokud existovaly uprchlické tábory, byl to pádný důkaz viny Izraele na neutěšené situaci na Středním východě. Pokud neexistoval Izrael, neexistoval pro Araby ani tento problém, takže arabským řešením nebyla pomoc uprchlíkům, ale byla to likvidace příčiny všech těchto problémů tj. likvidace Izraele.

### Skutečný úkol Charlese Jordana v Praze
Nezodpovězenou otázkou zůstává, co konkrétně Charles Jordan v Praze zařizoval. Během konfliktu ukořistil Izrael na Sinaji několik stovek bojeschopných sovětských tanků, jejich část pocházela z vojenských dodávek z Československa. Izrael tyto tanky hodlal zařadit do svojí vojenské výzbroje a nutně pro ně potřeboval nejen náhradní díly, ale i munici. A právě Charles Jordan mohl být oním schopným vyjednavačem, který mohl v Praze skrytě dojednat tajnou dodávku patřičných komponent jakož i střeliva pro Izraelem ukořistěné tanky.

## Dovětek
V polovině července roku 2007 americká ministryně zahraničních věcí Condoleezza Riceová obdržela výzvu organizace Joint Distrubution Committee (JDC), aby požádala Českou republiku o obnovení vyšetřování úmrtí Charlese Jordana v Praze v létě roku 1967.
Investigativní vyšetřování vedené Martinem Šmokem upozornilo na dosud neprozkoumanou roli mladíků, jejichž aktivity v domě sousedícím s hotelem Esplanade nejspíše mohly vést ke smrti Charlese Jordana. Úřad dokumentace a vyšetřování zločinů komunismu požadoval na novináři prozrazení svědka – zdroje, ale novinář jeho jméno nesdělil. Za maření vyšetřování byl odsouzen k pokutě 40 tisíc korun, ale Ústavní soud tuto pokutu pro dokumentaristu Martina Šmoka zrušil.

## Připomínky
- O Charlesi Jordanovi natočil dokumentarista, scenárista a novinář Martin Šmok (* 1971) film Otec uprchlíků
- Na památku po Charlesi Jordanovi je v Praze pojmenován domov sociální péče.[5] Jedná se o Penzion Charlese Jordana (domov pro seniory), který se nachází na adrese: Janovského 992/46, 170 00 Praha 7 – Holešovice. Zařízení provozuje sociální oddělní Židovské obce v Praze.[p 7]